# Tir à l'arc à l'Universiade d'été de 2017
Navigation
Gwangju 2015 Naples 2019
Les épreuves de tir à l'arc à l'Universiade d'été de 2017 ont lieu du 19 août au 30 août 2017 à Taipei.

## Résultats[1]

### Classique
| Épreuves          | Or                                                      | Argent                                                     | Bronze                                                         |
| ----------------- | ------------------------------------------------------- | ---------------------------------------------------------- | -------------------------------------------------------------- |
| Individuel hommes | Lee Seung-yun Corée du Sud                              | Arsalan Baldanov Russie                                    | Kim Woojin Corée du Sud                                        |
| Individuel femmes | Kang Chae-young Corée du Sud                            | Tan Ya-ting Taipei chinois                                 | Alejandra Valencia Mexique                                     |
| Par équipe hommes | Corée du Sud Kim Woo-jin Lee Seung-yun Lee Woo-seok     | Taipei chinois Deng Yu-cheng Peng Shih-cheng Wei Chun-heng | Russie Galsan Bazarzhapov Artem Makhnenko Arsalan Baldanov     |
| Par équipe femmes | Corée du Sud Kang Chae-young Lee Eun-gyeong Choi Mi-sun | Taipei chinois Tan Ya-ting Le Chien-ying Peng Chia-mao     | Russie Sayana Tsyrempilova Tuyana Dashidorzhieva Elena Osipova |
| Par équipe mixte  | Corée du Sud Lee Seung-yun Choi Mi-sun                  | France Audrey Adiceom Mathieu Jimenez                      | Mexique Alejandra Valencia Jorge Ociel Nevarez Cardenas        |

### À poulie
| Épreuves          | Or                                                       | Argent                                                       | Bronze                                                  |
| ----------------- | -------------------------------------------------------- | ------------------------------------------------------------ | ------------------------------------------------------- |
| Individuel hommes | Kim Jong-ho Corée du Sud                                 | Demir Elmaağaçlı Turquie                                     | Mario Vavro Croatie                                     |
| Individuel femmes | Song Yun-soo Corée du Sud                                | Chen Yi-hsuan Taipei chinois                                 | So Chaewon Corée du Sud                                 |
| Par équipe hommes | Russie Alexander Dambaev Anton Bulaev Viktor Kalashnikov | Iran Omid Taheri Yaser Amouei Milad Rashidi                  | Corée du Sud Kim Jong-ho Kim Taeyoon Hong Sung-ho       |
| Par équipe femmes | Corée du Sud Kim Yun-hee Song Yun-soo So Chaewon         | Russie Diana Tontoeva Mariia Vinogradova Alexandra Savenkova | Turquie Gizem Elmaağaçlı Cansu Ecem Coskun Yesim Bostan |
| Par équipe mixte  | Corée du Sud Kim Jongho So Chaewon                       | Turquie Demir Elmaağaçlı Yesim Bostan                        | Taipei chinois Chen Yi-hsuan Chen Hsiang-hsuan          |